# Vasu
Vasu est le terme générique en fidjien standard pour neveu et nièce, mais également un titre honorifique pour un homme, signalant son lien de parenté avec une grande chefferie par sa mère. Le titre est ensuite transmis à sa descendance. Ce lien lui confère un grand prestige et un certain nombre de privilèges au sein de cette chefferie. Un vasu de la grande chefferie Bau est sur le plan coutumier le titre le plus important parmi celui des Vasu. On distingue deux types de vasu. 
- Le vasu levu (littéralement le « grand vasu ») qui est donc lié à une grande chefferie non seulement par sa mère mais également par son père. Ce fut par exemple le cas de Kamisese Mara, Tui Nayau (grand chef de la Confédération Lau) et Vasu levu ni Bau, descendant directement de Seru Epenisa Cakobau, grand chef  (vunivalu) de Bau et de la confédération Kubuna par une lignée maternelle (cf. article Tui Nayau)
- Le vasu taukei qui ne descend quant à lui d'une grande chefferie que par sa mère.

Parmi les privilèges du vasu, le droit de demander tout ce qu'il souhaite aux sujets de la grande chefferie maternelle, à l'exception d'une épouse (même si cela arriva parfois). Il ne peut non plus dans l'absolu habiter sur le territoire (vanua) de cette chefferie. Selon le Capitaine Charles Wilkes qui visita l'archipel en 1840, lorsqu'un vasu se rendait dans la chefferie maternelle, celui-ci était reçu avec tous les honneurs et par ces mots, "O sa vinaka lako mai vaka turanga Ratu vasu levu !" (Oh agréable est la venue de notre noble seigneur neveu!).

## Source
- William, Thomas & Calvert, James, "Fiji and the Fijians", 1858, p.34-35
- Charles Wilkes, "Narrative of the United States Exploring Expedition- During the Years 1838, 1839, 1840, 1841, 1842", New York, 1852.